# 滇西耳草
滇西耳草（学名：Hedyotis dianxiensis）为茜草科耳草属下的一个种。

## 扩展阅读
維基物種上的相關：滇西耳草